# Brunia microphylla
Brunia microphylla är en tvåhjärtbladig växtart som beskrevs av Carl Peter Thunberg. Brunia microphylla ingår i släktet Brunia och familjen Bruniaceae. Inga underarter finns listade.